# Stephen Montague

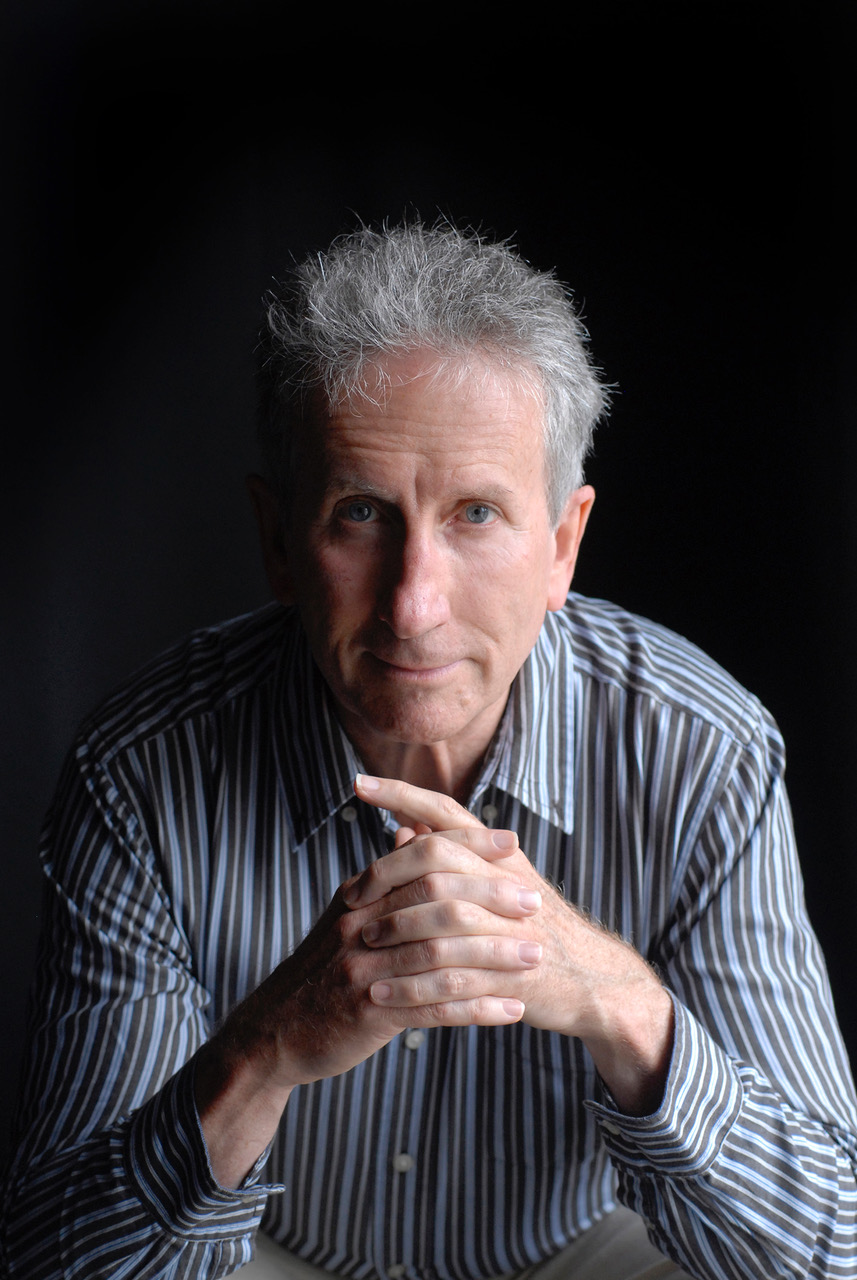
Stephen Montague, 2010

Stephen Montague (* 10. März 1943 in Syracuse, New York) ist ein zeitgenössischer US-amerikanischer Komponist, Pianist und Dirigent.

## Leben und Werk
Stephen Montague studierte Klavier, Dirigieren und Komposition an der Florida State University und promovierte 1972 in Komposition an der Ohio State University.
Seit 1975 lebt er in London und unterrichtet Komposition und Orchestrierung am Trinity College of Music.

## Werke

### Orchesterwerke
- From the White Edge of Phrygia für Orchester (1983–84)

### Kammermusik
- Streichquartett Nr. 1: in memoriam Barry Anderson and Tomasz Sikorski (1989–93)
- Haiku fuer Sopran, Elektronische Instrumente und Computer Tape (1987)

### Vokalwerke
- Tigida Pipa für 4 Singstimmen, Schlagzeug und Tonband (1983–89)

Für eine Liste der weiteren Werke siehe Weblinks.